# Mordellistena brevicauda
Mordellistena brevicauda är en skalbaggsart som först beskrevs av Karl Henrik Boheman 1849.  Mordellistena brevicauda ingår i släktet Mordellistena, och familjen tornbaggar. Arten är reproducerande i Sverige.